# Norton GoBack
Norton GoBack (ранее известна как WildFile GoBack, Adaptec GoBack Roxio и GoBack) — утилита восстановления данных из пакета Norton SystemWorks от Symantec, предназначенная для ОС Microsoft Windows. Когда файловая система бездействует в течение несколько секунд, GoBack отмечает их как точки восстановления. Утилита позволяет восстановить систему к любой доступной точке.

## Принцип работы
Позволяет жёсткому диску восстановиться даже в том случае, если операционная система неспособна загрузиться, также при повреждении файловой системы полностью восстанавливает утраченную информацию.
GoBack совместим с технологией RAID.

## История продукта
- GoBack был разработан компанией Wild File, расположенной в Плимуте, штат Миннесота. Программное обеспечение было представлено в COMDEX в ноябре 1998 года и выпущено в декабре 1998 года. Патент для технологии был выпущен в январе 2000 года.[1][2][3][4][5][6][7]
- Март 2000: компания Adaptec приобретает Wild File приблизительно за $29 млн.[6][8][9]
- Апрель 2001: Adaptec создаёт компанию Roxio, которая сохраняет продукт GoBack.[10]
- Май 2001: выпущен Roxio GoBack 3 Deluxe с поддержкой файловой системы NTFS, являющейся наиболее распространённой, начиная с Windows XP.[11]
- Август 2001: Symantec анонсирует Norton SystemWorks 2002, который включает в себя GoBack 3 Personal Edition.[12]
- Апрель 2003: Roxio продаёт GoBack компании Symantec за $13 млн.[13]
- Сентябрь 2004: Symantec выпускает Norton GoBack 4.0 и включает его в пакет Norton SystemWorks 2005.[14]
- Ноябрь 2007: Symantec выпускает совместимую с Windows Vista версию Norton SystemWorks 2008 (11.0), которая содержит неполную версию GoBack, но SystemWorks Premier Edition сейчас включает Norton Ghost.[15]
- Март 2009: Symantec прекращает поддержку GoBack и заменяет его на Norton Ghost 14.[16]

## Награды
- Май 2000 года: Adaptec GoBac 2.1 получил от PC Magazine «Награду, выбранную редакторами» (англ. Editors' Choice Award).[17]
- Июнь 2003 года: GoBack 3 Deluxe получил от PC Magazine «Награду, выбранную редакторами» (англ. Editors' Choice Award).[18]
- Июнь 2004 года: Norton GoBack 3.0 получил от PC Magazine «Награду, выбранную редакторами» (англ. Editors' Choice Award).[19]
- Август 2005 года: Norton GoBack 4.0 получил от PC Magazine «Награду, выбранную редакторами» (англ. Editors' Choice Award).[20]

## Конкурентные продукты
- RollBack Rx
- Comodo Time Machine